# Andy Taylor
Andrew Taylor dit Andy (né le 16 février 1961) est un musicien britannique, guitariste, chanteur, auteur-compositeur et producteur de disques, plus connu comme ancien membre de Duran Duran et The Power Station.
Il a également enregistré et joué en tant qu'artiste solo et a joué comme guitariste, compositeur et producteur pour Robert Palmer, Rod Stewart, The Almighty, Thunder, Love and Money, Mark Shaw, Then Jerico, CC Catch, Paul Rodgers (avec The Law), Belinda Carlisle, Gun et beaucoup d'autres.

## Biographie

### Antécédents / début de carrière musicale
Andrew Taylor est né et a grandi dans la ville de Cullercoats, dans le nord de l’Angleterre, et a fréquenté le lycée Marden. Il commence à jouer de la guitare à l'âge de onze ans et à jouer avec des groupes locaux, en produisant l'un d'entre eux à l'âge de seize ans. Il est formé à la guitare par Dave Black, membre du groupe The Spiders from Mars, après que David Bowie eut dissout la formation. John abandonne ses études très tôt pour faire le tour de l’Angleterre et de l’Europe avec plusieurs groupes différents, en jouant dans des clubs et des bases aériennes. Puis, en avril 1980, comme le dit Taylor, « j'ai fait ce voyage en train fatidique vers Birmingham ».

### Duran Duran
Duran Duran commence à acquérir une renommée dans un club de Birmingham, nommé "Rum Runner". Le club appartenait à leurs directeurs et mentors, les frères Paul et Michael Berrow. Il était centré sur la musique et la mode ostentatoire de l’époque, en particulier la musique house et disco (qui avaient fusionné avec le punk et l’électronique, pour s’adapter à divers «Néo Romantiques» de l’époque). Le groupe est alors fortement influencé par les singles 12" qui étaient très populaires à ce moment-là. John Taylor raconte : "Quiconque est familier avec le groupe des débuts (Duran Duran) sera au courant du concept des versions de nuit... l'influence sous-jacente du mix 12" - Edwards & Rodgers - Giorgio Moroder... Tout cela faisait partie de la matrice - Nous avons testé nos premiers hits sur la piste de danse avant de nous approcher de la radio - c'était la façon dont vous définissiez votre style et qui vous étiez, à travers le club auquel vous étiez associé - où vous étiez coincé... , mais les filles étaient dehors à la discothèque - je recommande une grande partie des deux. "
Le groupe signe avec EMI Records en décembre 1980, sept mois seulement après avoir s'être formé. Leur premier single, "Planet Earth", est sorti peu de temps après, dans leur premier album éponyme, Duran Duran, en juin 1981. En 1983, le groupe était connaît une réussite mondiale.

### Power StationetRobert Palmer
Alors que Duran Duran est en pause, en 1985, Andy Taylor et le bassiste John Taylor se joignent au célèbre batteur de session et ancien membre du groupe Chic Tony Thompson, et au chanteur Robert Palmer, pour former le groupe Power Station. Leur album homonyme, enregistré principalement au studio new-yorkais pour lequel le groupe a été nommé, a atteint le Top-20 au Royaume-Uni et dans le Top-10 aux États-Unis. Il comporte deux titres célèbres, "Some Like It Hot", et une reprise de la chanson de T. Rex "Get It On (Bang a Gong)". Palmer joue en direct avec le groupe une seule fois cette année-là, pour l'émission de télévision américaine Saturday Night Live. Le groupe a tourné et a joué avec le chanteur Michael Des Barres, après que Palmer s'est retiré au dernier moment pour retourner en studio et poursuivre sa carrière solo récemment revitalisée. Taylor a également joué avec Duran Duran lors de l'événement Live Aid.
Palmer enregistre l'album Riptide en 1985, recrutant Thompson et Andy Taylor pour jouer sur certains titres, ainsi que le producteur de Power Station Bernard Edwards, qui a travaillé avec Thompson dans le groupe Chic, pour diriger la production. Robert recrute aussi Wally Badarou, un autre Compass Point Star, qui avait mis en place des pistes de synthétiseurs sur l’album Power Station, ainsi que son batteur de longue date, Dony Wynn.
Taylor déclare à ce propos : "Je pense qu'aucun d'entre nous n'aurait pu savoir à ce moment-là que cette petite aventure conduirait à l'éclatement de Duran Duran. Mais il a exposé les fissures du trottoir. Je pense que nous avons tous été surpris du succès rencontré par le projet, en particulier Robert, dont la carrière a été relancée aux États-Unis. C'était un moment extraordinaire, tout ce qui nous était associé avait disparu des magasins. Je crois qu'en plus d'exprimer une déclaration musicale majeure, c'était aussi une déclaration contre les exigences de la maison de disques."

### Carrière solo et production
Après six ans en tant que membre de Duran Duran, Taylor se rend compte que le groupe est en chute libre. Les membres se parlent rarement, et le groupe vit maintenant sur trois continents différents. Taylor est lui-même basé à Los Angeles, où il rencontre Steve Jones, ancien guitariste des Sex Pistols. Ils commencent alors à collaborer sur le prochain album solo de Taylor.
En parallèle, Andy Taylor enregistre le single "Take It Easy", qui est aussi le thème du film American Anthem. Terry Bozzio et Patrick O'Hearn, membres des Missing Persons, y ont respectivement joué de la batterie et de la basse. Deux autres chansons de Taylor et Jones sont également sur l'album : "Wings of Love", et l'instrumental "Angel Eyes". Taylor contribue également à la bande originale de Miami Vice II avec la chanson "When The Rain Comes Down". S'ensuit son premier album solo, Thunder (1987). O'Hearn y joue de nouveau de la basse, et participe à la tournée suivante. Le guitariste Paul Hanson et le batteur John Valen participent également à la tournée mondiale de Thunder. Hanson, Valen et O'Hearn apparaissent également dans le clip du deuxième single de l'album, "Don't let me die young". Malgré un succès modéré aux États-Unis, le matériel solo de Taylor ne s'impose pas dans son pays natal, le Royaume-Uni.
Pendant les années 1987 et 1988, Taylor coécrit et coproduit l’album multi-platine de Rod Stewart, Out of Order, avec les membres de Chic Bernard Edwards et Tony Thompson (ce dernier s’étant également produit avec lui à l'époque de The Power Station).
Taylor contribue également à la bande-son de Tequila Sunrise, en 1988 (l’ancien groupe de Taylor, Duran Duran, prête également l’une de ses propres chansons, "Do You Believe in Shame?"). Un deuxième album solo, celui-ci composé entièrement de reprises, intitulé Dangerous, sort en 1990.
Taylor passe ensuite à la production à plein temps, travaillant avec plusieurs groupes britanniques à succès au cours des années 1990. Il a produit le premier album Back Street Symphony, par les rockers londoniens de Thunder et leur album suivant, Laughing on Judgment Day. Cet album est suivi de Soul Destruction de The Almighty, puis de Almost de Mark Shaw. Taylor est alors basé dans les studios Trident à Londres, avec Rob Hallett, son manager et partenaire, jusqu’en 1994 (date à laquelle il est retourné à Los Angeles pour écrire et produire des titres pour un deuxième album de Power Station).

### Retour avec Duran Duran
En 1994, Taylor participe à la réunion de Power Station. Ils enregistrent alors un deuxième album, Living in Fear pour EMI, cette fois sans John Taylor, qui venait de quitter Duran Duran lui-même et se rendait en cure de désintoxication. Au cours de la production de cet album, Bernard Edwards décède dans sa chambre d’hôtel, après un concert de Chic à Tokyo. Le groupe est surpris par sa mort subite, mais a promet de continuer en tant que trio et de terminer le projet. Ils terminent ensuite l'album avec l'ingénieur du son et producteur canadien Mike Fraser, avec une tournée japonaise et américaine à suivre afin de promouvoir le disque.
En 2001, John Taylor réunit les autres membres originaux de Duran Duran pour enregistrer leur première nouvelle musique ensemble depuis 1985. Le groupe conclut un nouveau contrat d’enregistrement avec Sony Records. Leur album suivant, Astronaut, présente un mélange de guitare lourde de Taylor et les crochets de synthé du son Duran Duran classique. Le premier single, "Sunrise", atteint la cinquième place au Royaume-Uni, et l’album est à la troisième place.
Durant les quelques mois précédant la sortie de l'album, le groupe effectue sa plus grande tournée au Royaume-Uni, au printemps 2004, suivie d'une tournée mondiale en 2005, notamment en Asie, en Europe, en Amérique du Sud et en Amérique du Nord. Le groupe joue également à Live 8.
En 2006, en plein enregistrement d'un nouvel album de Duran Duran, Taylor se sépare à nouveau du groupe. L'album suivant, intitulé Reportage, est abandonné par le groupe après son départ. Plus récemment, Taylor laisse fortement entendre dans ses blogs que la société de gestion de Duran Duran était en partie responsable de son départ. Cela a été confirmé lorsque le Sunday Times (Royaume-Uni) a publié une rétractation le 4 mai 2008.
Une courte controverse s'ensuit, lorsque Taylor écrit dans son autobiographie de 2008 qu’il n’y avait pas de « message brutal », et qu’en plus des problèmes d’écriture et d’enregistrement de l'album, de vieux conflits entre lui et d’autres membres du groupe avaient refait surface. Les autres membres du groupe maintiennent alors leur version, dans laquelle les absences inexplicables chroniques d'Andy Taylor sont signalées. Le groupe publie une déclaration à la suite de son départ, déclarant qu'ils "continueront sous le nom de Duran Duran sans Andy, car nous avons atteint un point dans notre relation avec lui, où il existe un gouffre impossible entre nous et nous ne pouvons plus fonctionner efficacement ensemble."

### RockAffairs
En novembre 2007, Taylor fonde RockAffairs.com, aux côtés de Sarah Eaglesfield, l’ancienne chanteuse et webmistress de Flightide à duranduran.com. RockAffairs a été développé pour permettre aux artistes non signés de vendre des MP3 et des marchandises, de promouvoir leur groupe et de conserver 100% des bénéfices. Il est également le pionnier d'un programme de partage des bénéfices sans contrepartie, dans lequel 100% des revenus des inscriptions d'auditeurs ont été distribués aux groupes inscrits.
En juin 2008, Taylor confie le contrôle du site à Eaglesfield. En 2017, Taylor reste le propriétaire de RockAffairs Ltd au Royaume-Uni.  RockAffairs a annoncé qu'il reviendrait pour une semaine d'émissions spéciales du 10e anniversaire à l'été 2018.

## Autobiographie
En 2008, Andy Taylor publie une autobiographie, Wild Boy: My Life in Duran Duran, dans laquelle il raconte l'histoire de sa vie, de son passé de jeune d'une famille élargie à son histoire avec sa femme Tracey. Le livre a pour but de donner un aperçu des coulisses de Duran Duran, une revue sur la discographie de la carrière du groupe album par album ainsi que des travaux en solo et des collaborations de Taylor. Il aborde également le statut iconique de Duran Duran à l’époque des premiers MTV et les problèmes du groupe avec la drogue et l’alcool.[réf. nécessaire]

## Discographie
Duran Duran
- 1981 : Duran Duran
- 1982 : Rio
- 1983 : Seven and the Ragged Tiger
- 1984 : Arena - Album live
- 1986 : Notorious
- 2004 : Astronaut

Band Aid
- 1984 : Do They Know It's Christmas? (12" Mix)/Do They Know It's Christmas? (Standard Mix)/Feed The World - Maxi-single.

The Power Station
- 1985 : The Power Station
- 1996 : Living in Fear
- 2002 : The Best Of

Robert Palmer
- 1985 : Riptide - Guitare sur Addicted to love
- 2008 : Gold - Compilation Album double

Solo
- 1987 : Thunder
- 1990 : Dangerous
- 1999 : The Spanish Sessions EP - Avec Luke Morley
- 2009 : Andy Taylor And The Expensive Rejects
- 2010 : Live In Tokyo 1987
- 2023 : Man’s A Wolf To Man

Andy Taylor Featuring Cold Blank
- 2013 : Dirty Thing (Cold Blank Remix) - Single.

## Filmographie
- 1985 : Arena (An Absurd Notion) de Russell Mulcahy : Joue son propre rôle.